# Championnat du Sénégal de football 2023-2024
Navigation
Ligue 1 2022-2023 Ligue 1 2024-2025
La saison 2023-2024 de Ligue 1 sénégalaise est la soixante-et-unième édition du championnat du Sénégal de football et la seizième sous l'appellation « Ligue 1 ».

## Déroulement de la saison
Initialement prévue le 21 octobre, elle débute le 28 octobre 2023.
Le championnat commence le 28 octobre 2023.
Les quatorze meilleurs clubs du pays s'affrontent à deux reprises, à domicile et à l'extérieur, pour un total de 26 matchs.
En fin de saison, le premier au classement est sacré champion du Sénégal et se qualifie pour le premier tour de qualification de la Ligue des champions de la CAF. Le vainqueur de la Coupe du Sénégal se qualifie pour le premier tour de qualification de la Coupe de la confédération de la CAF.
À partir de la saison prochaine, le championnat passera de quatorze à seize équipes.
Dans le même temps, à l'autre bout du classement, les deux derniers sont relégués en deuxième division.
La Génération Foot est le tenant du titre.

## Participants
Un total de quatorze équipes participent au championnat ; il s'agit de douze équipes de la saison précédente et de deux promus, Jamono Fatick et US Ouakam.
| \| Dakar ASCE Linguère ASC Sonacos Jamono Fatick Casa Sports Thiès · Stade de Mbour · Diambars Football Club Dakar · AS Dakar Sacré-Coeur · Teungueth FC · US Gorée · Guédiawaye FC · AS Pikine · ASC Jaraaf · Génération Foot · US Ouakam \| Localisation des clubs engagés dans le championnat. |
| Dakar ASCE Linguère ASC Sonacos Jamono Fatick Casa Sports Thiès · Stade de Mbour · Diambars Football Club Dakar · AS Dakar Sacré-Coeur · Teungueth FC · US Gorée · Guédiawaye FC · AS Pikine · ASC Jaraaf · Génération Foot · US Ouakam                                                           |

## Classement
| \| Rang \| Équipe \| Pts \| J \| G \| N \| P \| Bp \| Bc \| Diff \| \| ---- \| ------------------------- \| --- \| -- \| -- \| -- \| -- \| -- \| -- \| ---- \| \| 1 \| Teungueth Football Club S \| 50 \| 26 \| 14 \| 8 \| 4 \| 31 \| 18 \| +13 \| \| 2 \| ASC Jaraaf \| 42 \| 26 \| 10 \| 12 \| 4 \| 28 \| 18 \| +10 \| \| 3 \| Dakar SC \| 41 \| 26 \| 10 \| 11 \| 5 \| 29 \| 15 \| +14 \| \| 4 \| Guédiawaye FC \| 40 \| 26 \| 9 \| 13 \| 4 \| 27 \| 23 \| +4 \| \| 5 \| AS Pikine \| 38 \| 26 \| 9 \| 11 \| 6 \| 20 \| 14 \| +6 \| \| 6 \| Jamono Fatick P \| 33 \| 26 \| 9 \| 6 \| 11 \| 28 \| 25 \| +3 \| \| 7 \| ASC Sonacos \| 33 \| 26 \| 7 \| 12 \| 7 \| 16 \| 16 \| 0 \| \| 8 \| US Gorée \| 32 \| 26 \| 7 \| 11 \| 8 \| 15 \| 17 \| -2 \| \| 9 \| ASCE Linguère \| 31 \| 26 \| 6 \| 13 \| 7 \| 13 \| 17 \| -4 \| \| 10 \| US Ouakam P \| 30 \| 26 \| 7 \| 9 \| 10 \| 22 \| 25 \| -3 \| \| 11 \| AS Génération Foot T \| 29 \| 26 \| 6 \| 11 \| 9 \| 15 \| 24 \| -9 \| \| 12 \| Casa Sports \| 27 \| 26 \| 7 \| 6 \| 13 \| 18 \| 29 \| -11 \| \| 13 \| Stade de Mbour \| 26 \| 26 \| 4 \| 14 \| 8 \| 20 \| 23 \| -3 \| \| 14 \| Diambars FC \| 21 \| 26 \| 4 \| 9 \| 13 \| 25 \| 43 \| -18 \| Qualifications africaines Ligue des champions 2024-2025 - 1er : qualification Relégation en Ligue 2 2024-2025 13e et 14e : relégation Abréviations - T : Tenant du titre - C : Vainqueur de la Coupe du Sénégal 2023-2024 - S : Vainqueur du Trophée des champions 2023 - P : Promus de Ligue 2 2022-2023 |                           |     |    |    |    |    |    |    |      |
| Rang | Équipe                    | Pts | J  | G  | N  | P  | Bp | Bc | Diff |
| 1 | Teungueth Football Club S | 50  | 26 | 14 | 8  | 4  | 31 | 18 | +13  |
| 2 | ASC Jaraaf                | 42  | 26 | 10 | 12 | 4  | 28 | 18 | +10  |
| 3 | Dakar SC                  | 41  | 26 | 10 | 11 | 5  | 29 | 15 | +14  |
| 4 | Guédiawaye FC             | 40  | 26 | 9  | 13 | 4  | 27 | 23 | +4   |
| 5 | AS Pikine                 | 38  | 26 | 9  | 11 | 6  | 20 | 14 | +6   |
| 6 | Jamono Fatick P           | 33  | 26 | 9  | 6  | 11 | 28 | 25 | +3   |
| 7 | ASC Sonacos               | 33  | 26 | 7  | 12 | 7  | 16 | 16 | 0    |
| 8 | US Gorée                  | 32  | 26 | 7  | 11 | 8  | 15 | 17 | -2   |
| 9 | ASCE Linguère             | 31  | 26 | 6  | 13 | 7  | 13 | 17 | -4   |
| 10 | US Ouakam P               | 30  | 26 | 7  | 9  | 10 | 22 | 25 | -3   |
| 11 | AS Génération Foot T      | 29  | 26 | 6  | 11 | 9  | 15 | 24 | -9   |
| 12 | Casa Sports               | 27  | 26 | 7  | 6  | 13 | 18 | 29 | -11  |
| 13 | Stade de Mbour            | 26  | 26 | 4  | 14 | 8  | 20 | 23 | -3   |
| 14 | Diambars FC               | 21  | 26 | 4  | 9  | 13 | 25 | 43 | -18  |

## Bilan de la saison
| Championnat du Sénégal de football 2023-2024 |                                    |
| Champion                                     | Teungueth Football Club (2e titre) |
| Qualifications continentales                 |                                    |
| Ligue des champions de la CAF 2024-2025      | Teungueth Football Club            |
| Coupe de la confédération 2024-2025          | ASC Jaraaf                         |
| Promotions et relégations                    |                                    |
| Promus en Ligue 1                            | Wally Daan FC                      |
| Promus en Ligue 1                            | ASC HLM Dakar                      |
| Promus en Ligue 1                            | Oslo FA                            |
| Promus en Ligue 1                            | AJEL de Rufisque                   |
| Relégués en Ligue 2                          | Stade de Mbour                     |
| Relégués en Ligue 2                          | Diambars FC                        |

## Équipe type
| Entraîneur      | Cheikh Gueye                                                |                                         |                                                  |
| Gardiens        | Défenseurs                                                  | Milieux                                 | Attaquants                                       |
| Cheikh Lo Ndoye | Ibrahima Biteye Aliou Souané P.Mamour Diallo Joseph Layouss | M. Saer Gueye Abdoulie Kah Aime Tendeng | Abdoulie Kassama Souleyman Cissé Souleyman Dione |